# 鄭允齊
鄭允齊（15世紀—15世紀），號東皋，湖廣荊州府石首縣人，明朝政治人物。

## 生平
鄭允齊是成化十九年（1483年）癸卯科湖廣鄉試舉人，授陸涼州知州，他為人清廉，州內宣慰使重金賄賂當政者請求立庶子為嗣，他嚴正執法阻止此事，在任時布衣蔬食自得其樂，州人稱為活佛。

## 引用
1. 1 2  同治《石首縣志·卷六·人物志》：鄭允齊，號東皋，成化癸卯舉人，任陸涼知州，性清介絕俗，州有宣慰重賄當路，欲立其庶子為嗣，允齊執法格其事，在官布袍繩履，脫粟自甘，州人稱為活佛。 府志